# Ulrike Liebert
Ulrike Liebert (geb. Kleimaier) (* 3. Juli 1975 in Donaueschingen oder Freiburg im Breisgau) ist eine deutsche Richterin am Bundesgerichtshof und dort dem III. Zivilsenat zugeordnet.

## Werdegang
Liebert ging in Donaueschingen auf das Fürstenberg-Gymnasium und legte dort 1995 das Abitur ab. Nach ihrem Studium an der Universität Konstanz legt sie nach nur sieben Semestern das erste Staatsexamen mit der Bestnote sehr gut ab.
Liebert trat 2002 in den höheren Justizdienst des Landes Baden-Württemberg ein.
Nach Stationen während der Proberichterzeit bei der Staatsanwaltschaft Stuttgart, dem Landgericht Stuttgart und dem Amtsgericht Esslingen war sie von 2005 bis 2007 sowie erneut von 2008 bis 2009 an das Justizministerium Baden-Württemberg abgeordnet.
Seit 2005 war sie Staatsanwältin bei der Staatsanwaltschaft Stuttgart, ab 2006 Richterin am Landgericht Stuttgart, ab 2010 beim Oberlandesgericht Stuttgart, wo sie 2011 zur Richterin am Oberlandesgericht ernannt wurde.
Seit 2015 ist sie Richterin am Bundesgerichtshof. Sie ist die erste Person am Bundesgerichtshof, die in Teilzeit tätig ist. 2018 war sie am Urteil Digitales Erbe beteiligt.